# Litoria piperata
Litoria piperata är en groddjursart som beskrevs av Tyler och Davies 1985. Litoria piperata ingår i släktet Litoria och familjen lövgrodor. IUCN kategoriserar arten globalt som akut hotad. Inga underarter finns listade i Catalogue of Life.